# Marechiaro (nave ospedale)
La Marechiaro è stata una nave ospedale della Regia Marina.

## Storia
Costruita nel 1912 dai cantieri del Tirreno di Ancona per la Società Trasporti Golfo di Napoli, la nave era in origine un piccolo piroscafo passeggeri in servizio sulle linee che collegavano Napoli e le isole del golfo. Svolse servizio civile solo per pochi anni.
Agli inizi del 1916, infatti, nell'ambito della vasta operazione per il salvataggio dell'esercito serbo in ritirata attraverso i porti dell'Albania, la Regia Marina decise di dotarsi di tre ulteriori navi ospedale, ed una delle unità requisite allo scopo fu la Marechiaro, che, con una capienza di appena 50 posti letto ed una stazza di 411 tsl, fu la più piccola unità italiana classificata come nave ospedale (escluse cioè le unità, di minori dimensioni, classificate come navi ambulanza e navi soccorso).
Nel corso del suo breve periodo di servizio la nave effettuò in tutto 6 missioni, trasportando complessivamente 258 tra feriti e malati perlopiù sulla rotta che dall'Albania, dove venivano concentrati i reparti serbi in ritirata, conduceva nelle basi italiane della Puglia.
Il 21 febbraio 1916 la Marechiaro, in navigazione al largo di Durazzo, urtò una mina posata dal sommergibile tedesco UC 12 (unità poi affondata, recuperata ed incorporata nella Regia Marina come X 1) nei pressi di Capo Laghi ed affondò. Uno degli ufficiali medici imbarcati sulla nave, il capitano medico Gnasso, finito in mare e gravemente ferito, tornò a bordo della Marechiaro in via di affondamento e continuò a prestare la sua opera finché fu possibile. I drifters britannici Hasting Castle e Selina, rapidamente accorsi sul luogo, poterono trarre in salvo 104 uomini, mentre 33 persone persero la vita. Altre fonti indicano invece in oltre 200 il numero dei morti, ma il dato risulta poco credibile, se si considerano la scarsa capienza dell'unità (50 posti letto) e le 104 persone tratte in salvo.